# چینش دندان

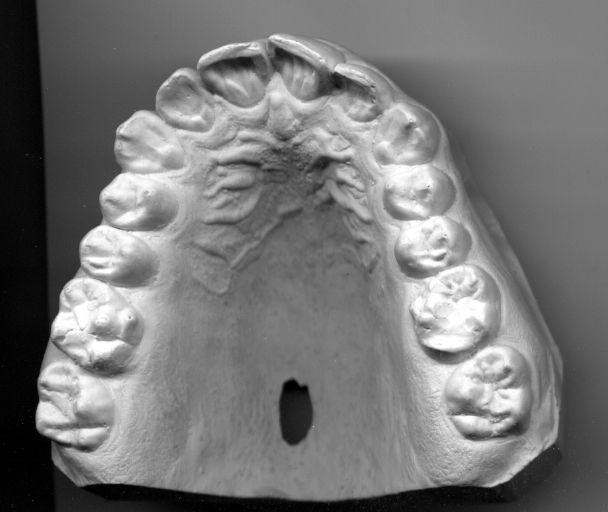
قالب گچی از فک بالایی انسان که دندان‌های پیش، دندان نیش، آسیای کوچک و دو تا از سه مجموعه احتمالی دندان‌های آسیای بزرگ را نشان می‌دهد.

چینش دندان Dentition مربوط به رشد دندان‌ها و چینش آنها در دهان است. به طور خاص، چیدمان ویژگی، نوع و تعداد دندان‌ها در یک گونه معین در یک سن معین است.  یعنی تعداد، نوع و ریخت-فیزیولوژی (یعنی رابطه بین شکل و فرم دندان مورد نظر و عملکرد استنباط‌شده آن) دندان‌ها در یک جانور. 

## همچنین ببینید
- دندان‌های شیری
- دندان‌پزشکی
- دندان‌سنجی
- دندان‌های دائمی
- فرمول فالانژیال
- دندان درآوردن